# Myōkoku-ji
Le Myōkoku-ji (妙国寺) est un temple situé dans la ville de Sakai, préfecture d'Osaka au Japon et un des temples tête de la secte bouddhiste Nichiren. Il est connu pour avoir été le cadre de l'incident de Sakai de 1868.

## Histoire
Le Myōkoku-ji (109 m sur 182 m), fondé par Nichiko Shonin en 1592, est reconstruit à plusieurs reprises depuis lors. Quand le château d'Osaka est incendié en 1615 durant la campagne d'été du siège d'Osaka, les forces du clan Toyotomi mettent également le feu au Myōkoku-ji pensant que Ieyasu Tokugawa, leur ennemi, y est caché. Les bâtiments du Myōkoku-ji sont reconstruits en 1628 mais sont de nouveau détruits à la fin de la Seconde Guerre mondiale en juillet 1945. L'actuel bâtiment est reconstruit à l'automne 1973 pour la troisième fois.

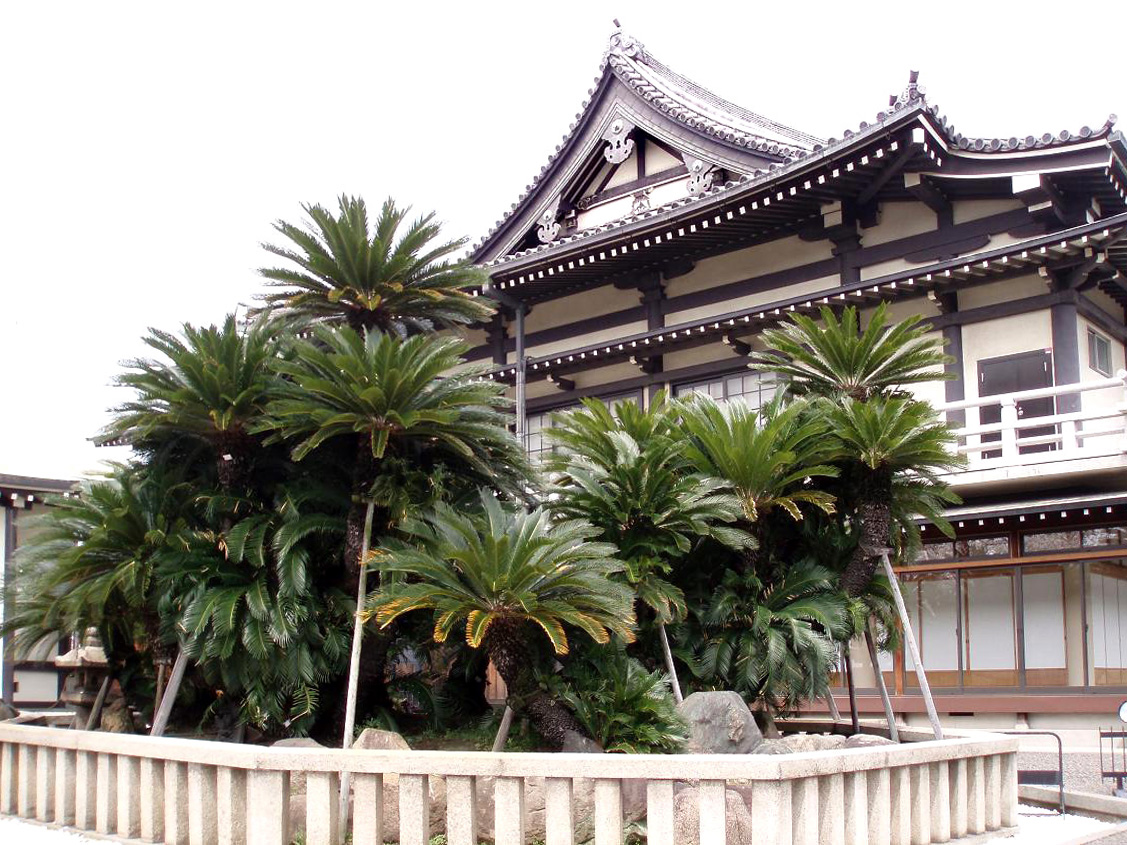
Temple Myōkoku-ji. Le cycas millénaire, photographié en 2009.

### Arbre sacré: le Grand Cycas du Japon
Le cycas du temple, âgé de plus de 1 100 ans, est bien connu pour sa mystérieuse histoire. Oda Nobunaga, un important daimyo de la période Sengoku qui tente d'unir le Japon en 1580, déplace le cycas au château d'Azuchi dans ce qui est aujourd'hui la préfecture de Shiga. Cependant, tous les soirs une voix étrange se fait entendre dans le château disant : « Ramène-moi au Myōkoku-ji », et une atmosphère artificielle enveloppe le château et inquiète ses habitants. Cela irrite Nobunaga qui fait abattre l'arbre par ses hommes. Il est rapporté que l'arbre saigne sous les coups, s'évanouit de douleur et ressemble tellement à un grand serpent que même le courageux Nobunaga prend peur et renvoie l'arbre au Myōkoku-ji. En recevant le cycas presque mort, Nichiko Shonin est effondré et récite mille hokkekyo (sūtra) pour sa guérison. Un dieu au visage d'homme et au corps de serpent lui apparaît en rêve et lui dit : « Merci pour tes prières. En retour, je te jure trois serments. Tout d'abord, je soulagerai la douleur de l'accouchement. Deuxièmement, je libérerai ceux qu'afflige la tragédie des difficultés. Troisièmement, je donnerai le bonheur aux pauvres ». Shonin nomme ce dieu gardien du temple « Ugatoku-ryujin » et construit un bâtiment sur place. Le 13 décembre 1923, l'arbre est désigné monument naturel national.

### Incident de Sakai

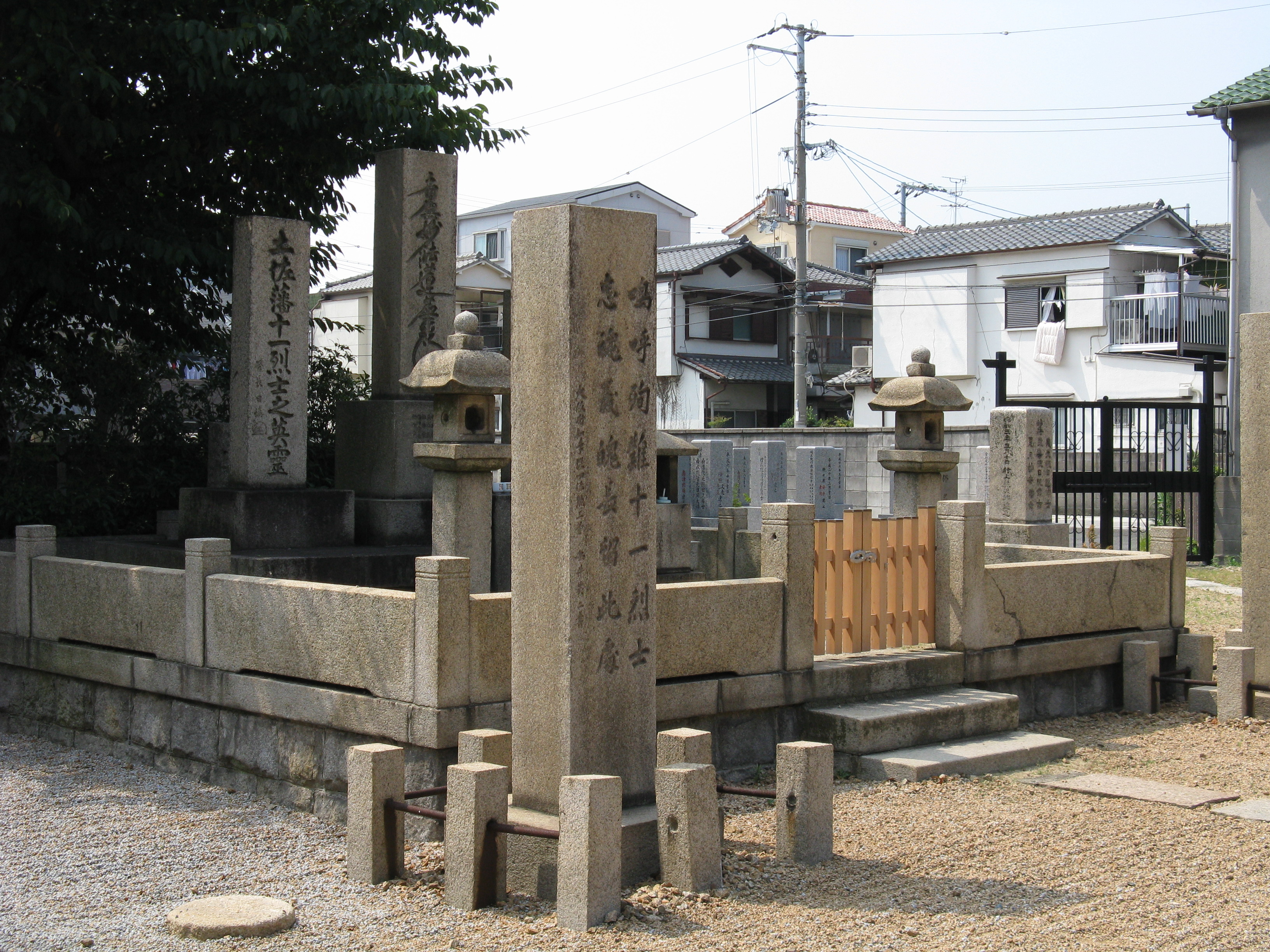
Monument à la mémoire des onze samouraï.

Le 15 février 1868, près de cent marins d'un navire de guerre français ancré en mer quittent le bord et mettent pied à terre au port de Sakai. Ils visitent Sakai et s'attardent à l'intérieur des temples et des sanctuaires où ils effraient des femmes et des enfants étonnés par les étrangers. Les gardiens du Myōkoku-ji, du clan Tosa, clan partent à la recherche des marins français, mais ne peuvent résoudre le problème en raison de la confusion et de l'incapacité où sont les uns de comprendre le langage des autres. Lorsque les marins français prennent un drapeau du clan Tosa, les samouraïs ouvrent le feu sur les marins, en tuant treize. Les Français ripostent et se retirent dans leur bateau et cet incident devient un problème international. La France exige une compensation du Japon qui est contraint de payer une grosse somme d'argent et vingt samurai impliqués dans l'incident reçoivent l'ordre de commettre le seppuku. Le 23 février, devant le Myōkoku-ji en présence de témoins des deux pays, les samouraïs commencent à s'éventrer. Le soleil est déjà couché au moment où onze samouraï ont commis le seppuku. Les témoins français quittent le temple et il est ordonné aux neuf autres samouraïs  d'arrêter le seppuku pour être ensuite envoyés à Tosa (préfecture de Kōchi). Cependant, comme le Myōkoku-ji est un temple désigné par ordre impérial, l'inhumation des samouraï n'est pas autorisée dans l'enceinte du temple. Leurs restes sont conservés au Hōju-in voisin.